# Gaines
Gaines é uma vila localizada no estado americano de Michigan, no Condado de Genesee.

## Demografia
Segundo o censo americano de 2000, a sua população era de 366 habitantes.
Em 2006, foi estimada uma população de 361, um decréscimo de 5 (-1.4%).

## Geografia
De acordo com o United States Census Bureau tem uma área de
0,8 km², dos quais 0,8 km² cobertos por terra e 0,0 km² cobertos por água.

## Localidades na vizinhança
O diagrama seguinte representa as localidades num raio de 12 km ao redor de Gaines.